# Dołhopole (obwód iwanofrankiwski)
Dołhopole (ukr. Довгополе) – wieś w rejonie wierchowińskim, w iwanofrankiwskim Ukrainy, nad Białym Czeremoszem.
W okresie II Rzeczypospolitej stacjonowała w niej placówka Straży Celnej ze składu komisariatu Straży Celnej „Uścieryki”.